# La Roque-sur-Pernes
La Roque-sur-Pernes is een gemeente in het Franse departement Vaucluse (regio Provence-Alpes-Côte d'Azur) en telt 425 inwoners (2005). De plaats maakt deel uit van het arrondissement Carpentras.

## Geografie
De oppervlakte van La Roque-sur-Pernes bedraagt 11,2 km², de bevolkingsdichtheid is 37,9 inwoners per km².
De onderstaande kaart toont de ligging van La Roque-sur-Pernes met de belangrijkste infrastructuur en aangrenzende gemeenten.

## Demografie
Onderstaande figuur toont het verloop van het inwonertal (bron: INSEE-tellingen).
In 1861 woonden er te La Roque 383 inwoners, in 1946 alleen maar 88. In 1950, 30 families van Banaat Zwaben vluchtelingen uit Roemenië en Joegoslavië werden in deze gemeente gevestigd, de Franse pers noemden hen Français du Banat, Banaat Fransen, omdat hun voorvaders vanuit Elzas en Lotharingen naar de Banaat in de XVIIIe eeuw hadden geëmigreerd en sommige families voor enkele generaties hun Franse taal hadden behouden.